# Клейбер, Иосиф Андреевич
Иосиф Андреевич Клейбер (1863, Санкт-Петербург — 1892, Ницца) — русский астроном и математик.

## Биография
Родился 3 (15) декабря 1863 года в Санкт-Петербурге. Сын богатого петербургского негоцианта; он с детства отличался выдающимися способностями. Поступив в четвертый класс 2-й Санкт-Петербургской гимназии в 1875 году, он окончил её в возрасте 16-ти лет и по особому разрешению в 1880 году был принят на физико-математический факультет Петербургского университета.
Его первая специальная работа «Астрономическая теория падающих звезд» (СПб.: Имп. Спб. ун-т, 1884. — [4], 215 с.), написанная ещё студентом была удостоена золотой медали. По завершении обучения в том же году он был оставлен при университете занимался интерполированием и приложением теории вероятности «к исследованию астрономических явлений и в приложении к исследованию явлений общественных». Специальный курс, посвященный этому последнему приложению теории вероятностей, он читал на юридическом факультете Санкт-Петербургского университета в качестве приват-доцента. В 1886—1888 годах он также преподавал астрономию и математику на Петербургских высших женских курсах. 
Его магистерская диссертация была посвящена вопросу «О сглаживании наблюдений». 
Его многочисленные статьи по теории падающих звезд были помещены в «Astronomische Nachrichten». В 1887 году Клейбер принимал участие в наблюдении полного солнечного затмения; его популярное издание «Затмение Солнца 7-го августа 1887 г.» (СПб.: Посредник, 1887. — 16 с.; СПб.: Рус. физ.-хим. о-во, 1887. — 16 с.; Изд. 3-е, вновь доп. — СПб.: А. Ф. Цинзерлинг, 1887. — 40 с., 2 л. карт.) выдержало три издания. Поместил также несколько статей в «Вестнике Европы» («Кембриджский университет». — 1890. — № 9 и 10) и в «Русском богатстве».
Написал несколько статей для «Энциклопедического словаря Брокгауза и Ефрона». Был членом Санкт-Петербургского математического общества.
Последняя работа И. А. Клейбера «Определение орбит метеорных потоков» (СПб., 1891), содержащая более 918 определений элементов орбит падающих звезд, была принята в качестве докторской диссертации, но защитить её он не успел, заболев воспалением лёгких, которое перешло затем в скоротечную чахотку, от которой он скончался 12 февраля 1892 года в Ницце. 
Библиотека Клейбера была в 1895 году передана его вдовой Высшим женским курсам и в 1919 году включена в состав библиотеки Петроградского университета.